# Louis-Constantin Detouche
Pour les articles homonymes, voir Detouche.
Louis-Constantin Detouche né à Paris le 10 octobre 1810, décédé en 1889 était un horloger français.
Il dirigea l'entreprise d'horlogerie de son père, Georges Detouche. En 1830, il déménagea au 158-160, rue Saint-Martin et se spécialisa dans les horloges de précision, les instruments scientifiques comme des régulateurs, et la bijouterie.
Ayant acquis un terrain à Villemomble, il devint maire de cette commune.
Il est enterré au cimetière ancien de Villemomble.